# Дрисколл, Бобби
Бобби Дрисколл (англ. Bobby Driscoll), урождённый Роберт Клетас Дрисколл (англ. Robert Cletus Driscoll, 3 марта 1937 — не позднее 30 марта 1968) — американский ребёнок-актёр, известный своими ролями в кино и на телевидении с 1943 по 1960 годы. Наибольшую популярность он получил благодаря своим ролям на студии «The Walt Disney Company», где снялся в кинокартинах «Песня юга» (1946), «Так дорого моему сердцу» (1948) и «Остров сокровищ» (1950). Бобби Дрисколл послужил прототипом для создания образа Питера Пэна в одноимённом мультфильме 1953 года, которого он также и озвучил. В 1950 году он был удостоен молодёжной премии «Оскар» за его кино-работы в предыдущем году.
В середине 1950-х, по мере его взросления, популярность Дрисколла пошла на спад и свелась лишь к одноразовым появлениям в различных телешоу. Не сумев перейти от детских ролей ко взрослым, Бобби Дрисколл в конечном итоге завершил свою карьеру и сосредоточился на авангардном искусстве. Однако, страдая токсикоманией из-за вызванной в подростковом возрасте наркозависимости, он сильно подорвал своё здоровье и, не имея никаких средств к существованию, умер довольно молодым спустя всего четыре недели после своего 31-го дня рождения.

## Ранние годы
Роберт Клетас Дрисколл родился в Сидар-Рапидсе и был единственном ребёнком продавца изоляционных материалов Клетаса Дрисколла (1901—1969) и бывшей школьной учительницы Изабель Крац (1897—1972). Вскоре после его рождения Дрисколлы переехали в Де-Мойн, где они жили до начала 1943 года, после чего Клетас, по совету своего лечащего врача (поскольку ему из-за его профессии пришлось много работать с асбестом, то у него развилась лёгочная болезнь) перевёз семью в Лос-Анджелес.

## Кинокарьера
Именно с поощрения Клетаса и Изабель их сын начал свою кинокарьеру: сын парикмахера, к которому ходили Дрисколлы, в 1943 году отвёл Бобби на прослушивание в семейную драму «Потерянный ангел» (1943), в котором главную роль играла популярная тогда девочка-актриса Маргарет О’Брайен. Во время отборочного тура он один раз забрёл на съёмочную площадку биографической военной драмы «Салливаны» (1944) — патриотического фильма, рассказывающего историю о пятерых братьях-матросах Салливанах, которые погибли во время сражения за Гуадалканал за год до съёмок. Там он проявил интерес к макету военного корабля в декорированном бассейне и, увидев это, режиссёр фильма Ллойд Бэйкон выбрал его из сорока претендентов на роль Альберта Салливана в детстве. Хотя экранное появление Дрисколла заняло всего две минуты, киностудии обратили на него внимание и дальше последовали другие роли, но все они на протяжении двух лет, до 1946 года, были либо эпизодическими, либо второплановыми.

### «The Walt Disney Company»
Кинозвездой Бобби стал в 1946 году, когда, заключив контракт с Уолтом Диснеем, снялся в его фильме «Песня юга» (1946) по «Сказкам дядюшки Римуса». Для студии «The Walt Disney Company» это был первый фильм, в котором живые актёры взаимодействовали в кадре с анимационными персонажами. Фильм сделал Бобби и его партнёршу-ровесницу Луану Паттен звёздами, и в 1947 году оба были выдвинуты на «молодёжный» Оскар, как лучшие дети-актёры года, но упустили её, потому что в 1947 году церемонию решили не проводить. Как это тогда было принято, Паттен и Дрисколл в течение года давали несколько радиоконцертов и совершили поездку по стране для различных парадов и благотворительных акций.
Названные американской прессой как «любимая команда» Диснея, Бобби и Луана позже снялись в других его проектах: «Так дорого моему сердцу» (1948) и «Время мелодий» (1948). Хотя теперь он был связан контрактом с «Диснеем», сам «Дисней» изредка «одалживал» его другим студиям, где Бобби продолжал сниматься во второплановых ролях, однако новый успех к нему пришёл, когда он снялся в снятому по рассказу Корнелла Вулрича триллере «Окно» (1949) компании «RKO Pictures», где сыграл мальчика, который вынужден спасаться от соседей после того, как стал свидетелем совершённого ими убийства. Фильм был снят ещё во второй половине 1947 года, но по разным причинам его выпустили только спустя два года. Тем не менее фильм возымел кассовый успех и окупил все издержки производства. Успех «Окна» и «Так дорого моему сердцу» помогли Бобби наконец получить в марте 1950 года «молодёжный» Оскар, как выдающийся ребёнок-актёр 1949 года.
Следующей звёздной ролью Бобби стал Джим Хокинс в экранизации одноимённого романа Роберта Стивенсона «Остров сокровищ» (1950), который стал первым целиком игровым фильмом Диснея. Фильм снимали в Великобритании, и в самом начале съёмок обнаружилось, что у Бобби нет действующего британского разрешения на работу. В результате семья Дрисколл и «Дисней» были оштрафованы и им дали шесть недель на то, чтобы они покинули страну. В течение этого срока режиссёр Байрон Хэскин спешно снимал все крупные планы с Бобби, после чего Дрисколлы уехали в США, а Хэскин отснял оставшуюся часть фильма, используя вместо Бобби дублёра. Тем не менее, несмотря на всё это, фильм получил кассовый международный успех, а Бобби — звезду на «Аллее славы». Как это было модно в то время, на волне успеха фильма была выпущена радиопьеса, в которой Бобби повторил свою роль Джима.
После этого у «Диснея» было задумано ещё несколько проектов для Бобби, но ни один не осуществился. Согласно мемуарам того же Байрона Хэскина, «Дисней» изначально не планировал снимать «Остров сокровищ» как игровой фильм, а хотел сделать полнометражный мультфильм, а Дрисколла планировал снять в экранизации повести «Приключения Тома Сойера» (Бобби идеально подходил тогда на эту роль по возрасту), однако студия не смогла договориться об авторских правах с продюсером Дэвидом Селзником, который за 10 лет до этого в 1938 году выпустил свою экранизацию этой книги. Была также у «Диснея» идея после «Острова сокровищ» снять с участием Бобби фильм про Робина Гуда, но поскольку действие фильма происходило в Англии, а у Дрисколлов уже были проблемы с британскими миграционными властями, то и этот проект тоже был отменён.
Через некоторое время Бобби заключил второй контракт с «Диснеем», где сыграл свою вторую и последнюю звёздную роль — Питера Пэна в одноимённом мультфильме 1953 года. Бобби озвучил его и позировал для крупных планов. Его партнёршей, в качестве Вэнди Дарлинг, была англичанка Кэтрин Бомонт (ранее она позировала и озвучивала главную героиню в предыдущем анимационном проекте Диснея «Алиса в Стране чудес»). На начало съёмок (май 1949) Бобби было 12 лет, и Питер Пэн стал его последней детской ролью, хотя съёмки позирования продлились до середины 1951 года, и поэтому озвучивал он эту роль уже будучи подростком.

### Закат карьеры
Биограф Диснея Марк Эллиот писал, что Бобби был его, Диснея, самым любимым ребёнком-актёром. Дисней часто упоминал, что видел в Бобби воплощение его собственной юности, но после съёмок «Питера Пэна» он заявил, что Бобби отныне больше подходит для ролей дерзких хулиганов, чем каких-нибудь симпатичных героев. Однако, «Питер Пэн» стал последним крупным проектом Диснея с участием Бобби. Начиная с 1952 года у Дрисколла, хотя по новому контракту с «Диснеем» ему вменялось платить по 1750 долларов в неделю, почти не было никакой работы в кино. К тому же он, будучи уже подростком, столкнулся с вопиющем равнодушием других студий: несмотря на его возраст, его продолжали считать «ребёнком Диснея» и поэтому роли предлагали не очень серьёзные. В марте 1953 года (через три недели после премьеры «Питера Пэна») его второй контракт с «Диснеем» был досрочно завершён (контракт должен был закончиться в 1956). Одной из причин досрочного завершения, предположительно, стало обильное высыпание на его лице юношеских прыщей, которые добавляли дополнительные трудности гримёрам.
Начиная с 1953 года и последующие три года Бобби снимался в основном только в телесериалах или телешоу, в которых зачастую появлялся только в качестве гостя. Чтобы дистанцироваться от своего детского образа, он поменял своё сценическое имя с «Бобби Дрисколл» на «Роберт Дрисколл», хотя иногда использовался и вариант «Боб Дрисколл» (так его стали называть близкие и друзья с 1951 года). Последние роли Дрисколл сыграл в 1960 году (к тому моменту он уже снимался только на телевидении и не очень часто) и самой последней его работой стала односерийная роль в сериале «Сыромятная плеть».

## Дальнейшая жизнь
После того, как был расторгнут контракт с «Диснеем», Изабель и Клетас перевели Бобби из Профессиональной Школы Голливуда (частной школы, в которой программа обучения разработана специально для часто снимающихся детей-актёров) в общественную Университетскую Старшую Школу Уэствуд. В новой школе он подвергался насмешкам из-за его кинокарьеры, а его попытки сблизиться с новыми одноклассниками ни к чему не привели. Из-за этого у Бобби резко снизилась успеваемость, он постепенно стал агрессивным и тогда же в 17 лет он впервые попробовал наркотики (это был героин). Через какое-то время ему удалось уговорить родителей вернуть его обратно в Профессиональную Школу Голливуда, которую он и закончил в мае 1955 года.
В 1956 году он был арестован за хранение марихуаны, но обвинения были сняты (Хедда Хоппер в «Los Angeles Times» от 24 июля так прокомментировала этот инцидент: «Этому прекрасному парню и хорошему актёру это может стоить его карьеры»). На этом проблемы Дрискола не закончились — через некоторое время его обвинили в «нарушении общественного порядка» и «нападении с применением огнестрельного оружия», когда он подрался с двумя парнями, которые сделали в отношении него оскорбительные замечания, когда он мыл машину подруги. Эти обвинения в конечном итоге тоже были сняты.
Проблемы Бобби с наркотиками постепенно всё больше обострялись, и в конце 1961 года у него признали наркозависимость и отправили на реабилитацию в Наркотический реабилитационный центр Калифорнийского учреждения для мужчин в Чино, откуда в начале 1962 года он был досрочно освобождён, но после этого был неспособен найти себе действующую работу. Сам он прокомментировал это так: «Я обнаружил, что воспоминания не очень полезны. Меня носили на блюдечке с голубой каёмочкой, а потом сбросили в мусор».
В 1965 году, спустя год после того, как истёк срок его досрочного освобождения, Дрисколл переехал в Нью-Йорк в надежде попробовать себя на Бродвее, но попытка не удалась. Тогда Бобби примкнул к арт-студии Энди Уорхола «The Factory», где начал развивать свои художественные способности (которые ранее были отмечены другим художником, Уоллесом Берманом, с которым Бобби познакомился в Лос-Анджелесе в 1956 году, когда посетил его художественный кружок). Здесь ему удалось добиться некоторого признания — несколько его картин были временно показаны в Лос-Анджелесе в Художественном музее Санта-Моники. В 1965 году, ещё в самом начале его работы в «The Factory», Бобби в последний раз публично засветился на экране, сыграв в андеграундном фильме экспериментального режиссёра Пьеро Элиджера «Dirt».

## Смерть
В конце 1967 или в начале 1968 годов Бобби ушёл из «The Factory» и, не имея денег, растворился в трущобах Манхэттена. 30 марта 1968 года, примерно через три недели после его 31-го дня рождения, труп Роберта Дрисколла был найден двумя подростками в заброшенном доме в Ист-Виллидже на 371-Ист-Тен-Стрит. Рядом с ним валялись бутылки пива и религиозные брошюры. Примечательно, что меньше чем в двух милях оттуда были расположены улицы Нижнего Ист-Сайда, где снимался принёсший ему «молодёжный» Оскар «Окно». Медицинская экспертиза установила, что смерть наступила из-за сердечной недостаточности, вызванной пристрастием актёра к наркотикам. После того как его тело так и не удалось опознать (при нём не было никаких документов или фотографий), Дрисколл был похоронен как бродяга на острове Харт близ Нью-Йорка в необозначенной могиле нищего. Лишь в конце 1969 года удалось установить его личность, когда мать актёра разыскивала его, чтобы организовать встречу с умирающим отцом. Общественность узнала о смерти Бобби Дрисколла лишь в 1972 году, когда репортёры в ходе подготовки к переизданию фильма «Песня юга» собирали информацию о всех членах съёмочной команды и узнали от матери актёра, что его уже несколько лет нет в живых. И хотя имя Бобби написано на надгробии могилы его отца в Мемориальном Парке Энтерналл-Хллис в Ошенсайде, оно является всего лишь кенотафом — останки Бобби продолжают лежать на острове Харт.

## Личная жизнь
В декабре 1956 года Дрисколл и его подруга Мэрилин Джин Раш (иногда её фамилию ошибочно писали, как «Браш») сбежали для женитьбы в Мексику, чтобы избежать возражений их родителей. Супруги позже повторно поженились в Лос-Анджелесе в марте 1957 года (по другим данным — 3 декабря 1957 года). У них родилось трое детей (2 дочери и сын), но брак был непрочен и они расстались, а затем, в 1960 году, — развелись.

## Награды
- Оскар 1950 — «Выдающийся ребёнок-актёр 1949 года»